# Trigonotis culminicola
Trigonotis culminicola är en strävbladig växtart som beskrevs av Van Royen. Trigonotis culminicola ingår i släktet Trigonotis och familjen strävbladiga växter. Inga underarter finns listade i Catalogue of Life.